# Kobe Steel
Kobe Steel, Ltd. (株式会社神戸製鋼所, Kabushiki-gaisha Kōbe Seikō-sho, TYO: 5406) é uma empresa do Japão que atua no ramo do aço, sediada em Kobe.

## História
A companhia foi estabelecida em 1905.

## Galeria
- Kakogawa Works
- Kobe Steel sede
- Entrada para a Kobe Works